# Sonatrach
Sonatrach (acrònim del francès: Société Nationale pour la Recherche, la Production, le Transport, la Transformation, et la Commercialisation des Hydrocarbures; àrab: سوناطراك, Sūnāṭrāk) és la companyia petroliera i gasística nacional d'Algèria. Fundada el 31 de desembre de 1963, és coneguda avui dia per ser l'empresa més gran d'Àfrica. És un actor important en la indústria petroliera mundial, sovint sobrenomenat el «major africaine».
Sonatrach és el dotzè consorci petrolier del món, amb 154 filials que operen en tota la cadena de valor del petroli, des del upstream fins al midstream, passant per les activitats downstream. L'empresa també s'ha diversificat en la petroquímica, les energies renovables, la mineria i la dessalinització d'aigua de mar.
Amb seu a Algèria, Sonatrach és present en diverses regions del món; a Àfrica (Mali, Tunísia, el Níger, Líbia, Egipte i Mauritània), a Europa (Espanya, Itàlia, Portugal, el Regne Unit i França) i a Amèrica (els Estats Units i el Perú).